# Steppes de la Valbonne
Steppes de la Valbonne este o arie protejată (sit de importanță comunitară — SCI) din Franța întinsă pe o suprafață de 1.122 ha, integral pe uscat.

## Localizare
Centrul sitului Steppes de la Valbonne este situat la coordonatele 45°50′01″N 5°09′15″E / 45.8337°N 5.1542°E.

## Înființare
Situl Steppes de la Valbonne a fost declarat arie specială de conservare în baza directivei 92/43 din 1992 referitoare la conservarea habitatelor naturale și a faunei și florei sălbatice pentru a proteja 13 specii de animale.

## Biodiversitate
Situată în ecoregiunea continentală, aria protejată conține 8 habitate naturale: Pajiști calcaroase din nisipuri xerice, Pajiști carstice calcaroase sau bazofile, de Alysso-Sedion albi, Pajiști uscate seminaturale și facies de acoperire cu tufișuri pe substraturi calcaroase (Festuco-Brometalia) (* situri importante pentru orhidee), Ape stătătoare oligotrofe până la mezotrofe, cu vegetație de Littorelletea uniflorae și/sau de Isoëto-Nanojuncetea, Roci stâncoase cu vegetație pionieră de Sedo-Scleranthion sau Sedo albi-Veronicion dillenii, Păduri mixte riverane de Quercus robur, Ulmus laevis și Ulmus minor, Fraxinus excelsior sau Fraxinus angustifolia, de-a lungul marilor râuri (Ulmenion minoris), Ape puternic oligomezotrofe cu vegetație bentonică cu Chara spp., Pajiști uscate europene.
La baza desemnării sitului se află mai multe specii protejate:
- păsări (7): scatiu (Carduelis spinus), Corvus monedula, lăstun de casă (Delichon urbica), presură sură (Miliaria calandra), Parus caeruleus, vrabie (Passer domesticus), mărăcinar negru (Saxicola torquatus)
- mamifere (5): liliac cârn (Barbastella barbastellus), liliac cu aripi lungi (Miniopterus schreibersii), liliac cu urechi mari (Myotis bechsteinii), liliac cărămiziu (Myotis emarginatus), liliacul mare cu potcoavă (Rhinolophus ferrumequinum)
- nevertebrate (1): fluturele de noapte (Eriogaster catax)

Pe lângă speciile protejate, pe teritoriul sitului au mai fost identificate 12 specii de plante, 76 de specii de păsări, 13 specii de mamifere, 2 specii de nevertebrate.